# Heidelantaarnspin
De Heidelantaarnspin (Agroeca proxima) is een spinnensoort in de taxonomische indeling van de bodemzakspinnen (Liocranidae). De spin leeft op de bodem en maakt geen web. Het dier komt uit het geslacht Agroeca. Agroeca proxima werd in 1871 beschreven door O. P.-Cambridge.